# Penelope Widmore
Penelope "Penny" Widmore er en fiktiv karakter i tv-serien Lost.
Hun har hidtil kun figureret i flashbacks, med undtagelse af:
- på et billede som Desmond Hume og Naomi Dorret begge har en kopi af,
- og da Charlie Pace med succes modtager en transmission om bord på The Looking Glass.

Hun har ledt efter Desmond i alle de år han har været forsvundet. I afslutningen af anden sæson sås to portugisiske forskere der opsnappede et stærkt elektromagnetisk udslag, og kontaktede herefter Penny.
Hendes far er rigmanden Charles Widmore.
| Lost | Spire Denne artikel om tv-serien Lost er en spire som bør udbygges. Du er velkommen til at hjælpe Wikipedia ved at udvide den. |